# Campeonato Mundial de Luge de 1981
O Campeonato Mundial de Luge de 1981 foi a 20ª edição da competição e foi disputada entre os dias 7 e 8 de fevereiro em Hammarstrand, Suécia.

## Medalhistas
| Evento                        | Ouro                                         | Prata                                                      | Bronze                                                     |
| Individual masculino detalhes | URS Sergej Danilin                           | DDR Michael Walter                                         | ITA Ernst Haspinger                                        |
| Individual feminino detalhes  | DDR Melitta Sollmann                         | DDR Bettina Schmidt                                        | URS Vera Sozulia                                           |
| Duplas detalhes               | DDR Alemanha Oriental Bernd Hahn Ulrich Hahn | DDR Alemanha Oriental Bernd Oberhoffner Jörg-Dieter Ludwig | FRG Alemanha Ocidental Hans Stanggassinger Franz Wembacher |

## Quadro de medalhas
| Ordem | País               |   |   |   |   |
| 1     | Alemanha Oriental  | 2 | 3 |   | 5 |
| 2     | União Soviética    | 1 |   | 1 | 2 |
| 3     | Alemanha Ocidental |   |   | 1 | 1 |
| 3     | Itália             |   |   | 1 | 1 |
| 5     | Suécia             |   |   |   | 0 |